# Tipula nippoalpina
Tipula nippoalpina är en tvåvingeart som beskrevs av Alexander 1931. Tipula nippoalpina ingår i släktet Tipula och familjen storharkrankar. Inga underarter finns listade i Catalogue of Life.